# Alemannia 06 Haselhorst
Der S.C. Alemannia 06 Haselhorst ist ein deutscher Fußballclub aus Berlin-Haselhorst. Heimstätte ist das Stadion Daumstraße, welches 3000 Zuschauern Platz bietet.

## Verein
Alemannia Haselhorst wurde im Jahr 1906 unter der Bezeichnung Haselhorster Thor- und FC Alemannia 1906 gegründet. Auf sportlicher Ebene agierte die Alemannia bis 1945 für zwei Spielzeiten (1925/26 und 1928/29) in der Berliner Fußballmeisterschaft des Verbandes Brandenburgischer Ballspielvereine (VBB), der Sprung in die 1933 geschaffene Gauliga Berlin-Brandenburg wurde verpasst.
1945 wurde der Club aufgelöst und als SG Haselhorst neu gegründet. Die Sportgruppe, welche ab 1949 wieder unter ihrem historischen Namen auftrat, agierte ab der Spielzeit 1948/49 in der Berliner Amateurliga, der damals zweithöchsten Berliner Spielklasse (bis 1951). 1955 gelang der Alemannia noch einmal eine kurzzeitige Rückkehr, wobei der Club überwiegend im Abstiegskampf stand. Mit knappem Rückstand auf die Reinickendorfer Füchse und den VfB Hermsdorf stieg Alemannia Haselhorst in der Saison 1958/59 wieder ab.
In der Folgezeit versank der Club in den Niederungen des West-Berliner Lokalfußballs. Derzeitige Spielklasse ist die Kreisliga C Berlin.

## Statistik

### Sportliche Erfolge
- Berliner Fußballmeisterschaft
  - Platz 9: 1928/29
- Berliner Fußballpokal
  - 3. Runde: 1982/83, 1983/84
- Teilnahme an der Amateurliga Berlin
  - 1948 bis 1951, 1955 bis 1959

## Bekannte ehemalige Spieler
- Moritz Jenz